# Dinko Jukić
Dinko Jukić (ur. 9 stycznia 1989 w Dubrowniku) – austriacki pływak pochodzenia chorwackiego, od 1999 roku reprezentant Austrii, dwukrotny medalista mistrzostw Europy, dwukrotny mistrz Europy (basen 25 m). 
Specjalizuje się w pływaniu stylem motylkowym i zmiennym. Startował w igrzyskach olimpijskich w 2008 w Pekinie, jednak zarówno na 200 m stylem motylkowym, jak i w wyścigu na 200 i 400 m stylem zmiennym nie zakwalifikował się do decydujących wyścigów o medale.
29 sierpnia 2012 Austriacki Związek Pływacki nałożył na niego karę rocznego zawieszenia. Pływak podczas Mistrzostw Europy 2012 w Debreczynie obraził sędziów, dlatego w jego sprawie zebrała się komisja dyscyplinarna.

## Życie prywatne
Jego rodzice czynnie uprawiali sport. Ojciec - Željko był koszykarzem, a później trenerem pływania, a matka - Mirela uprawiała siatkówkę. Siostra - Mirna również pływała, jest brązową medalistką igrzysk olimpijskich w pływaniu.

## Osiągnięcia

### Mistrzostwa Europy
- 2008 Eindhoven -  srebro - 200 m stylem zmiennym
- 2008 Eindhoven -  brąz - 4 x 200 m stylem dowolnym

### Mistrzostwa Europy (basen 25 m)
- 2008 Rijeka -  złoto - 400 m stylem zmiennym
- 2008 Rijeka -  srebro - 200 m stylem motylkowym
- 2009 Stambuł -  brąz - 200 m stylem motylkowym
- 2010 Eindhoven -  złoto - 200 m stylem motylkowym
- 2010 Eindhoven -  brąz - 200 m stylem zmiennym

## Odznaczenia
- Odznaka Honorowa za Zasługi dla Republiki Austrii - Złota Odznaka Zasługi (2009)